# Nikujärvi (sjö i Finland)
Nikujärvi är en sjö i Finland. Den ligger i kommunen Pudasjärvi i landskapet Norra Österbotten, i den centrala delen av landet, 600 km norr om huvudstaden Helsingfors. Nikujärvi ligger 133,4 meter över havet. Arean är 78,4 hektar och strandlinjen är 5,51 kilometer lång. Sjön  ingår i Ijo älvs huvudavrinningsområde. 